# Мала романса (филм из 1979)
Мала романса (енгл. A Little Romance) је америчко–француска љубавна драма из 1979. и филмски деби Дајане Лејн.
Лорин Кинг је тринаестогодишња Американка из богате и угледне породице која живи у Паризу. Данијел је тринаестогодишњи Француз из веома сиромашне породице, који воли холивудске филмове. Њих двоје се случајно упознају и заљубљују једно у друго. Међутим, гђа Кинг није задовољна младићевим социјалним статусом, због чега забрањује кћерки да се виђа са њим. Млади пар се договара да побегне у Венецију и да се пољубе под Мостом уздисаја (како би заувек били заједно). У томе им помаже стари господин Јулије.
Филм је био номинован за Оскар за најбољу музику и најбољи адаптирани сценарио, а сер Лоренс Оливије за Златни глобус за најбољег споредног глумца.

## Улоге
| Глумац           | Улога       |
| ---------------- | ----------- |
| Лоренс Оливије   | Јулије      |
| Дајана Лејн      | Лорин Кинг  |
| Телонијус Бернар | Данијел     |
| Артур Хил        | Ричард Кинг |
| Сали Келерман    | Кеј Кинг    |